# Liparis bikunin
Espèce
Liparis bikunin est une espèce de poissons marins de la famille des Liparidae (les « limaces de mer »).

## Systématique
L'espèce Liparis bikunin a été décrite en 1954 par les ichtyologistes japonais Kiyomatsu Matsubara (1907-1968) et Tamotsu Iwai.

## Répartition
Liparis bikunin est endémique des côtes japonaises. Elle a été découverte dans la région de Kushiro et a été collectée en 2017 à Iwate.

## Description
Liparis bikunin mesure jusqu'à 7 cm de longueur totale.

## Publication originale
- (en) K. Matsubara et T. Iwai, « Some remarks on the family Liparidae with descriptions of three new species and two interesting ones of the genus Liparis », Report of the Faculty of Fisheries, Prefectural University of Mie, vol. 1, no 3,‎ 1954, p. 425–441.